# Гейсдейнен
Гейсдейнен (нід. Huisduinen, нід. вимова: [ˈɦœyzdœynə(n)]) — село в нідерландській провінції Північна Голландія, на узбережжі Північного моря. Входить до муніципалітету Ден-Гелдер.
Його площа — 1,98 км², а населення станом на 2021 рік становило 600 осіб.

## Галерея

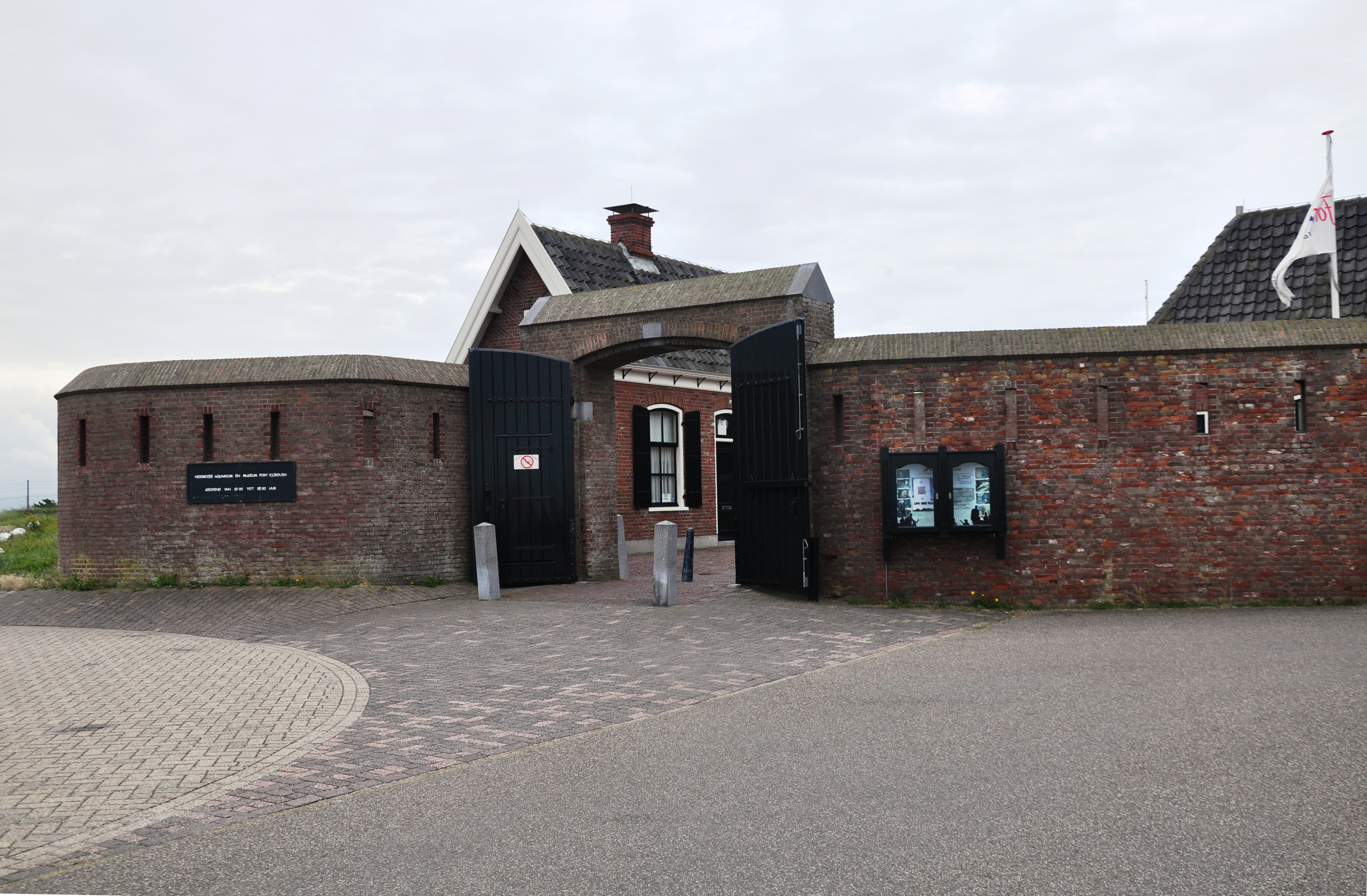
Форт Кейкдейн
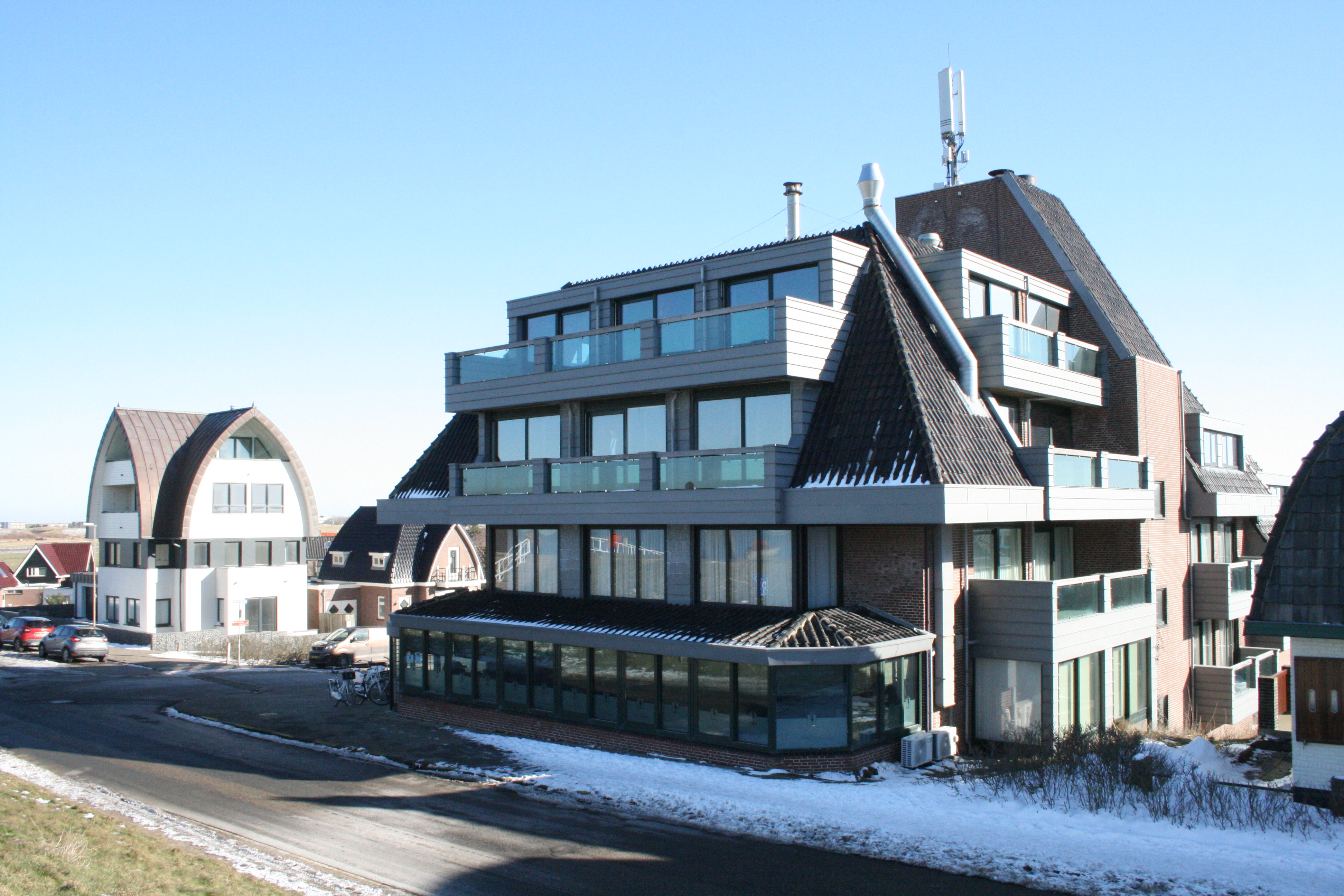
Готель у Гейсдейнені
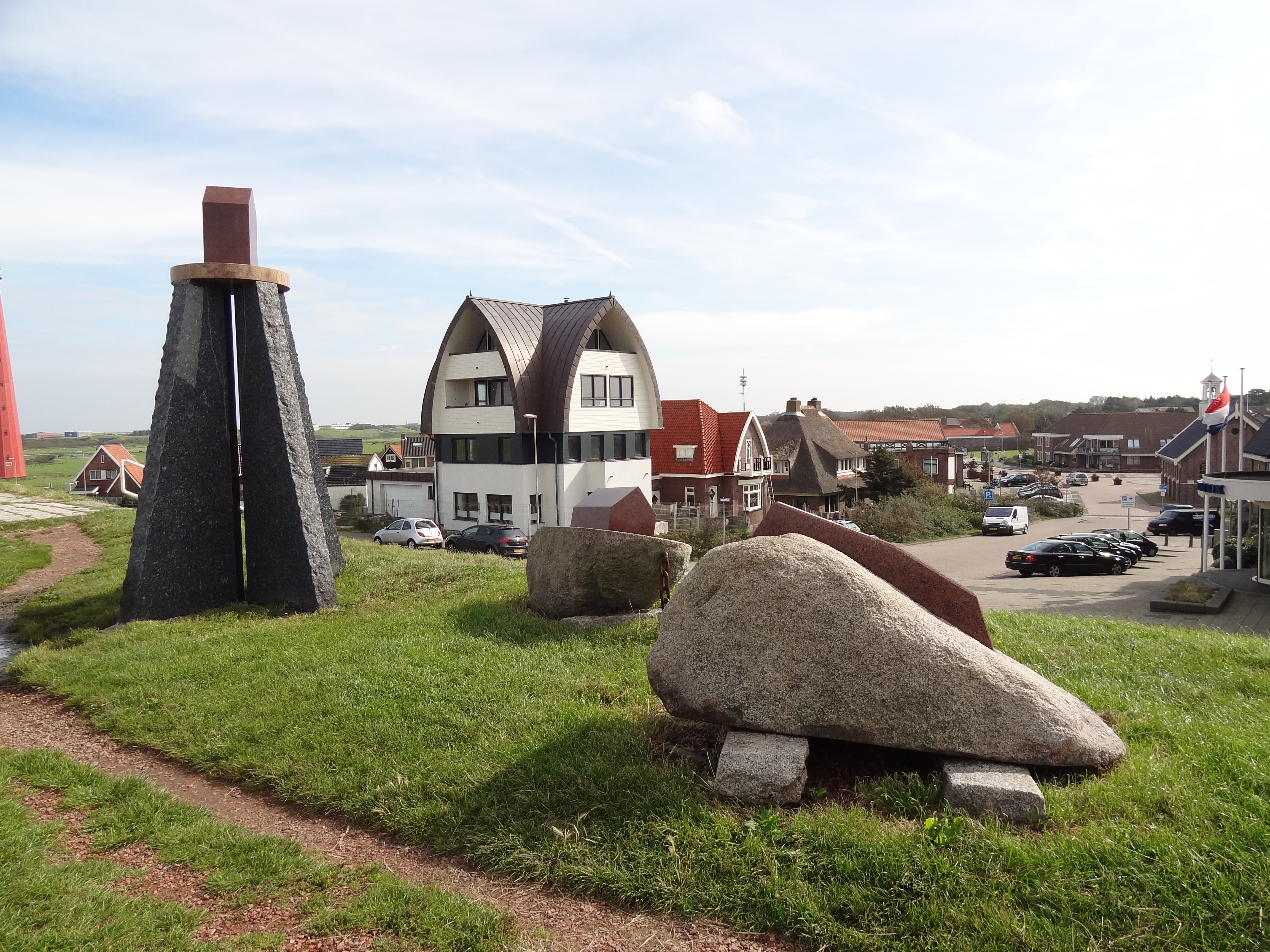
Арт-об'єкти в селі
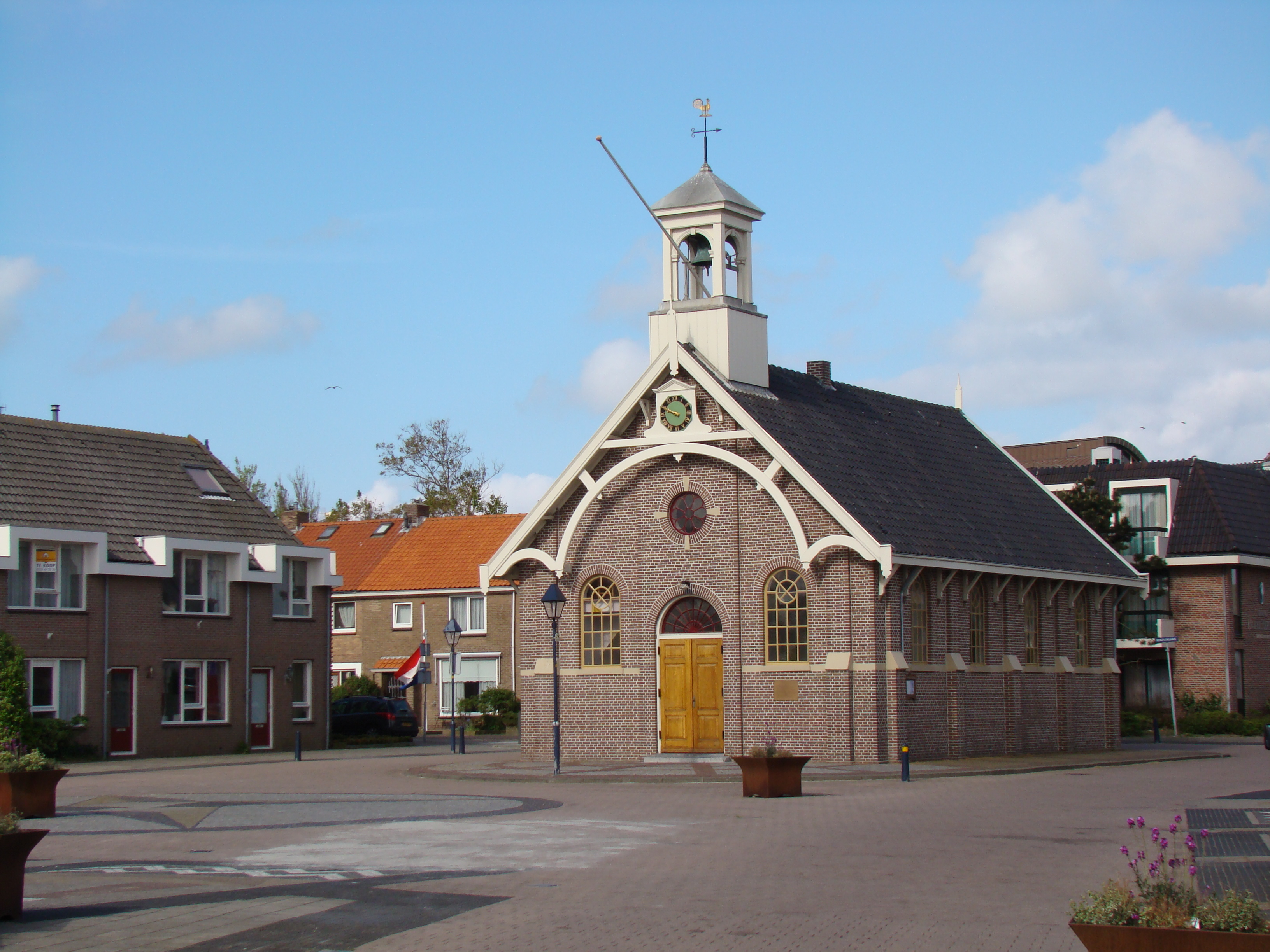
Реформістська церква